# آسمان شب (نشریه)
ماهنامهٔ آسمان شب اولین ماهنامه تخصصی و رنگی ستاره‌شناسی و فضا در ایران و خاورمیانه است. این ماهنامه نخستین بار در دی‌ماه ۱۳۸۸ منتشر شد و از آن پس هر ماه منتشر می‌شد. حمیدرضا کریم‌پور صاحب‌امتیاز و سردبیر این ماهنامه است و احمد دالکی مدیر مسئول آن است:
- صاحب امتیاز: حمیدرضا کریم‌پور
- مدیر مسئول: احمد دالکی
- سردبیر: احمدرضا قائدی
- دبیر تحریریه: نفیسه کریم‌پور (غلامی)

آخرین شماره این ماهنامه، 41 بود که در فروردین 1395 به چاپ رسید و پس از آن مجله بدلیل گسترش و استقبال از فضای مجازی و استقبال کم از نشریات کاغذی فعالیت‌اش را متوقف کرد. وبسایت رسمی ماهنامه آسمان شب به آدرس www.nightsky.ws و تالار گفت‌وگوی ماهنامه آسمان شب به آدرس www.iir.ir از دسترس خارج شده و به کلی حذف شده‌اند.

## هیئت علمی
- علی عجب‌شیری‌زاده (عضو هیئت علمی و استاد اخترفیزیک دانشکده فیزیک دانشگاه تبریز و رئیس مرکز تحقیقات نجوم و اخترفیزیک مراغه)
- حسین باهر (استاد رفتارشناسی دانشگاه شهید بهشتی ایران- استاد مدیریت دانشگاه هریوت-وات انگلیس- مشاور و دبیر کل آکادمی مدیریت ایران)
- سعداله نصیری قیداری (عضو هیئت علمی و استاد فیزیک دانشگاه زنجان- نماینده مجلس و ریس فراکسیون نجوم حرفه‌ای و آماتوری مجلس شورای اسلامی)
- نعمت‌اله ریاضی (عضو هیئت علمی و استاد نجوم دانشگاه شیراز رئیس رصدخانه ابوریحان بیرونی)
- احمد دالکی (پدر نجوم آماتوری ایران)
- فرشاد ابراهیمی (عضو هیئت علمی و استادیار گروه فیزیک دانشگاه شهید بهشتی)
- رضا عبداللهی (پژوهشگر تاریخ علم)
- حبیب‌اله عصاره (عضو هیئت علمی دانشگاه شهید چمران اهواز)

## تحریریه و سردبیری
- نفیسه غلامی (کریم‌پور) (دبیر تحریریه)
- احمدرضا قائدی (سردبیر بخش ستاره‌شناسی)
- احسان سنایی اردکانی
- مهسا رفیعی
- محمدپیام بهرام‌پور
- محمدرضا رضایی
- مریم حاج‌حیدری
- الهام باقری

پوشش خبری رخدادهای ایران، انعکاس اخبار علمی از منابع معتبر علمی، انتشار مقالات علمی از منابع داخلی و ژورنال‌های معتبر، بخش ویژه علوم فضایی، مصاحبه‌های اختصاصی با افراد صاحب‌نام یا مسئولین حوزه‌های فضا و نجوم، بخش نوجوان، معرفی دانشمندان و تجهیزات نجومی تاریخی (قدیمی)، تهیه نقشه آسمان هر ماه بر اساس موقعیت جغرافیایی و تقویم ایران و گالری عکس‌های نجومی بخش‌هایی از این نشریه است که می‌توان به آن‌ها اشاره کرد.

## رسانه‌های آسمان شب
ماهنامه آسمان شب دارای رسانه‌های چندی است که این به‌نوعی در کشور ایران فعالیت جدیدی به شمار می‌آید.
عناوین برخی از رسانه‌های آسمان شب عبارتند از:
- ماهنامه آسمان که به صورت ماهانه منتشر می‌شود.
- سیمای خانگی ماهنامه آسمان شب که به همراه برخی از شماره‌های ماهنامه ارائه می‌شود.
- ماهنامه آسمان شب در پیشخوان ایرانسل
- وبسایت رسمی ماهنامه آسمان شب به آدرس www.nightsky.ws
- تالار گفت‌وگوی ماهنامه آسمان شب به آدرس www.iir.ir

## جُستارهای وابسته
- ماهنامه نجوم